# Merrilee McCommas
Merrilee McCommas est une actrice américaine née le 24 janvier 1971 au Texas.

## Biographie
Elle commença sa carrière en 1997 à l'âge de 26 ans en jouant dans la série télévisée américaine Night Man, puis elle continua à jouer dans des séries télévisées comme Associées pour la loi ou Friday Night Lights.

## Filmographie
- 2008 : La Fureur dans le sang (saison 6) : Julie Rice
- 2006-2007 : Friday Night Lights (saisons 1 et 2) : Pam Garrity
- 2002 : Leap of Faith (saison 1) : Liz
- 1999-2001 : Associées pour la loi (saisons 1-3) : Patricia Dumar
- 1998 : To Have & to Hold (saison 1) : Mary Ulney
- 1997 : Night Man (saison 1)